# Doctor's Orders
Doctor's Orders —también conocida como The Doctor's Secret en Estados Unidos, traducido en español como Las órdenes del doctor y El secreto del doctor, respectivamente— es una película británica, de comedia y grabada en blanco y negro. Fue dirigida por Norman Lee y protagonizada por Leslie Fuller, John Mills, Marguerite Allan y Ronald Shiner. Fue producida por Associated British Picture Corporation. Dura 68 minutos. Se estrenó el 24 de octubre de 1934 en Londres, y el 15 de abril del año siguiente en España.

## Reparto
- Leslie Fuller –  Bill Blake
- John Mills –  Ronnie Blake
- Marguerite Allan –  Gwen Summerfield
- Mary Jerrold –  Mary Blake
- Ronald Shiner –  Miggs
- Felix Aylmer –  Sir Daniel Summerfield
- Georgie Harris –  Duffin
- William Kendall –  Jackson
- D. J. Williams –  Napoleon